# 比绍夫斯维森
比绍夫斯维森是德国巴伐利亚州的一个市镇。总面积62.14平方公里，总人口7596人，其中男性3611人，女性3985人（2011年12月31日），人口密度122人/平方公里。